# باريس تورز 1990
باريس تورز 1990 (بالفرنسية: Paris-Tours 1990)‏ هو سباق دراجات هوائية، وهو الموسم رقم 84 من باريس تورز، وأقيم في 1990 ضمن سباقات كأس العالم لسباق الدراجات على الطريق 1990 ‏.
فاز بالمركز الأول رولف سورينسن، وبالمركز الثاني فيل أندرسون، وبالمركز الثالث ماوريتسيو فوندريست.

## الفائزون
| الترتيب | الفائز             |
| ------- | ------------------ |
| الفائز  | رولف سورينسن       |
| الثاني  | فيل أندرسون        |
| الثالث  | ماوريتسيو فوندريست |